# Bolsas y Mercados Españoles
Die Bolsas y Mercados Españoles (BME) ist eine spanische Wertpapierbörse, die durch den Zusammenschluss der Börsen Madrid, Barcelona, Valencia und Bilbao sowie MF Mercados Financieros und Iberclear im Jahr 2002 entstand.
Über das Tochterunternehmen IBERCLEAR agiert die BME ebenfalls als Clearinghouse und bietet Services im Bereich Clearing, Settlement und Custody an.
Im Jahr 2020 wurde die Börse im ganzen von der Schweizer SIX Swiss Exchange übernommen.

## Indizes
Der Leitindex der Börsen und damit auch der spanischen Volkswirtschaft ist der IBEX 35.

## Mitgliedschaften
- Sie war Mitglied in der World Federation of Exchanges.[4]
- Ibero-American Federation of Exchanges
- Sustainable Stock Exchanges Initiative